# بنی خداش
بنی خداش (به عربی: بنی خداش) یک منطقهٔ مسکونی در تونس است که در استان مدنین واقع شده‌است. بنی خداش ۲٬۹۶۸ نفر جمعیت دارد.